# Puck

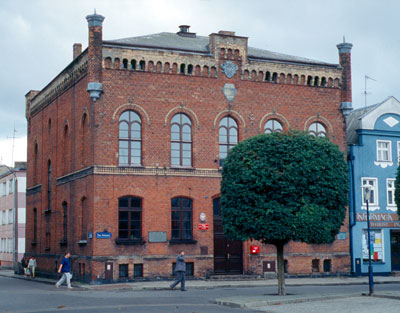

Puck este un oraș în Polonia.